# Rivolta di Kresna-Razlog

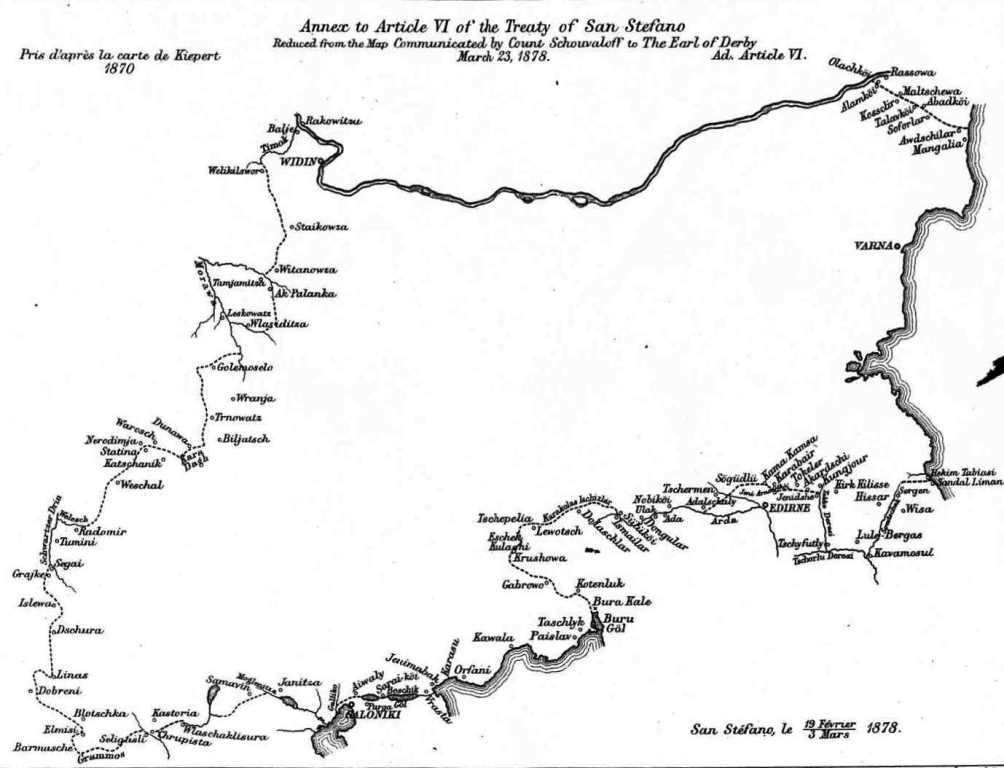
Allegato al Trattato di Santo Stefano, che mostra i confini della Bulgaria

La rivolta di Kresna-Razlog (in bulgaro Кресненско-Разложко въстание?, Kresnensko-Razložko văstanie; in macedone Кресненско востание?, Kresnensko vоstanie) o insurrezione di Kresna o di Kresen chiamata dagli insorti l'insurrezione macedone, fu una rivolta bulgara contro il dominio ottomano prevalentemente nelle aree dell'odierna Macedonia bulgara alla fine del 1878 e all'inizio del 1879. Scoppiò in seguito alle proteste e all'opposizione spontanea alle decisioni del Congresso di Berlino, che, invece di cedere le parti popolate dai bulgari della Macedonia al nuovo Stato sovrano bulgaro tramite il Trattato di Santo Stefano, le restituì al controllo ottomano. Venne preparata dal Comitato di Unità e fu sostenuta dai distaccamenti che si erano infiltrati nell'area dal Principato di Bulgaria. Come risultato del disaccordo interno della sua leadership, la rivolta perse il suo iniziale successo e fu schiacciata dall'esercito ottomano.
La rivolta è oggi celebrata sia in Bulgaria che in Macedonia del Nord come parte della lotta delle loro nazioni contro il dominio ottomano e rimane pertanto ancora una questione divisiva. In Bulgaria, è considerata una ribellione preparata da parte dei bulgari nell'Impero ottomano e dal Comitato di Unità nella stessa Bulgaria. Il suo obiettivo comune era l'unificazione della Bulgaria e della Macedonia ottomana. Tuttavia in Macedonia del Nord si ritiene che la ribellione sia stata condotta da due popoli diversi con obiettivi diversi. Quindi, nella pratica, i macedoni stavano lottando per l'indipendenza, mentre i bulgari stavano tentando di usare la ribellione per realizzare le loro idee scioviniste della Grande Bulgaria. La versione macedone della storia del dopoguerra ha rivalutato l'insurrezione come una presunta rivolta antibulgara, anche se l'identità macedone fondava le sue radici solo in un piccolo gruppo di quel tempo, e quei macedoni che avevano una chiara coscienza etnica credevano di essere bulgari.

## Preludio alla rivolta
I circoli rivoluzionari in Bulgaria furono subito d'accordo con l'idea di incitare una rivolta in Macedonia. Il 29 agosto 1878, nella città di Veliko Tarnovo fu convocata una riunione di rappresentanti dei rivoluzionari bulgari per attuare il piano. Questo incontro portò alla creazione di un comitato chiamato Edinstvo (Unità). L'iniziativa per questo apparteneva a Ljuben Karavelov, Stefan Stambolov e Hristo Ivanov. Il compito di questo nuovo comitato era quello di istituire comitati simili in tutta la Bulgaria, mantenere stretti contatti con loro e lavorare allo stesso fine: "l'unità di tutti i bulgari " e il miglioramento della loro attuale situazione politica.

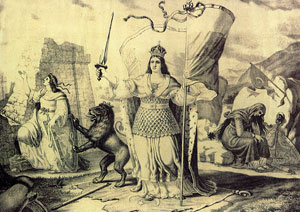
Bulgaria separata dopo il Trattato di Berlino - una litografia di Nikolaj Pavlovič. Principato di Bulgaria (al centro), Rumelia orientale (a sinistra) e Macedonia (a destra dietro)

Poco dopo la costituzione di Edinstvo a Tarnovo, furono presi provvedimenti per diffonderlo in tutte le città della Bulgaria, della Rumelia orientale e anche in Russia e Romania. Le persone furono inviate anche in Macedonia per conoscere personalmente la situazione. Alcuni furono anche mandati a incontrare Natanaele, il vescovo di Ohrid al quale doveva essere detto lo scopo e il compito di Edinstvo. Nel frattempo, Natanaele era già nel bel mezzo dei preparativi per le attività armate in Macedonia. Si recò a Kjustendil per incontrare il noto leader aiduco, Iljo Vojvoda e i suoi ribelli. In questa riunione fu deciso che Natanail avrebbe assunto la guida delle bande degli audichi. Allo stesso tempo, Natanaele fu in grado di stabilire un quartier generale Edinstvo nell'area di Kjustendil, uno a Dupnica e un altro a Gorna Džumaja. Gli obiettivi concreti dei leader e degli organizzatori della rivolta di Kresna-Razlog consistevano nella volontà di revocare le decisioni del Congresso di Berlino, di liberare le regioni abitate dalla popolazione bulgara e di unirsi al libero Principato di Bulgaria. Per questi motivi il metropolita Natanaele di Ohrid scrisse a Petko Vojvoda:
Nel settembre 1878, il monastero di Rila ospitò un convegno critico a cui parteciparono il metropolita Natanaele di Ohrid, Dimitar Pop Georgiev-Berovski, Iljo Vojvoda, Mihail Sarafov, il voivoda Stojan Karastojlov e altre figure di alto rango. La conferenza portò alla formazione di uno staff insurrezionale organizzato e guidato da Berovski. Il Comitato Edinstvo ("Unità") di Sofia aiutò gli insorti con due distaccamenti, uno guidato dal russo Adam Kalmykov e l'altro dal polacco Luis Wojtkiewicz. Lo scopo dei "Comitati Edinstvo" era "...discutere su come aiutare i nostri fratelli in Tracia e Macedonia, che d'ora in poi saranno separati dalla Bulgaria danubiana in virtù delle decisioni del Congresso di Berlino..." Stefan Stambolov e Nikola Obretenov proposero la nomina di "apostoli" che avrebbero organizzato la rivolta tra le masse, ma fu deciso che solo le zone più vicine al Principato di Bulgaria si sarebbero rivoltate, al fine di staccarle dall'Impero ottomano e unirsi loro nella Bulgaria.

## Rivolta

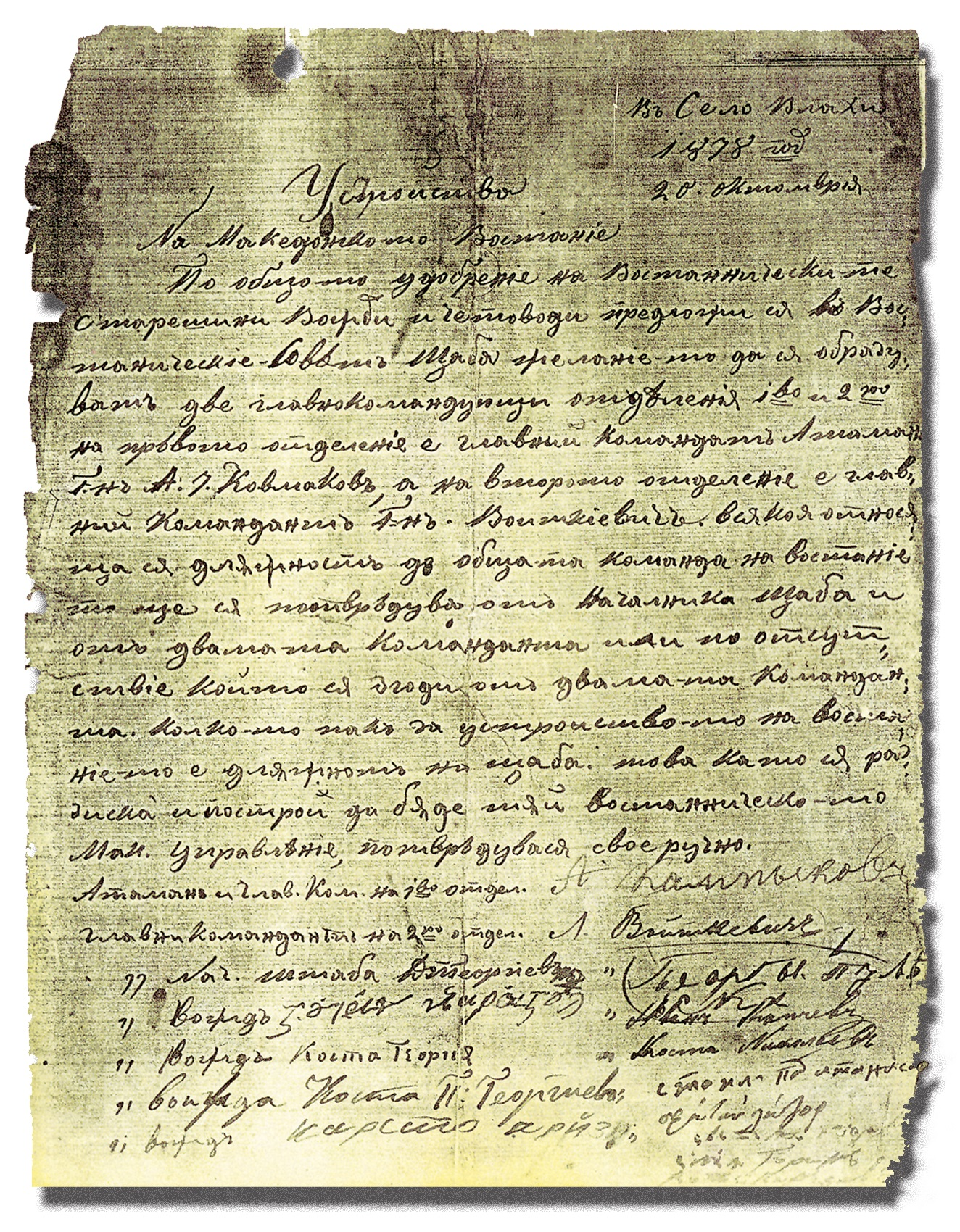
Un atto sulla disposizione organizzativa della rivolta macedone (Kresna) dal 1878, che regola i doveri del quartier generale, dei capi e dei ribelli

All'alba del 5 ottobre 1878, 400 insorti attaccarono l'unità dell'esercito turco di stanza alle locande di Kresna e dopo una battaglia durata 18 ore riuscirono a schiacciare la sua resistenza. Questo attacco e questo primo successo segnarono l'inizio della rivolta di Kresna-Razlog. Nelle battaglie che seguirono, gli insorti riuscirono a liberare 43 città e villaggi e a raggiungere Belitsa e Gradeshnitsa a sud. A sud-ovest stabilirono il loro dominio su quasi tutta la regione di Karšijak, mentre a sud-est le posizioni degli insorti erano lungo la Predela, sopra la città di Razlog. Oltre alle operazioni militari dirette degli insorti, c'erano distaccamenti separati che operavano nel sud e nell'ovest della Macedonia. Ci furono anche disordini e furono inviate delegazioni al quartier generale dell'insurrezione con richieste di armi e di aiuti. Il quartier generale della rivolta, organizzato nel corso delle operazioni militari, era guidato da Dimiter Popgeorgiev. Furono anche istituiti dei Consigli degli Anziani, nonché organi di polizia locale del governo rivoluzionario a cui furono assegnate alcune funzioni amministrative nei territori liberati.

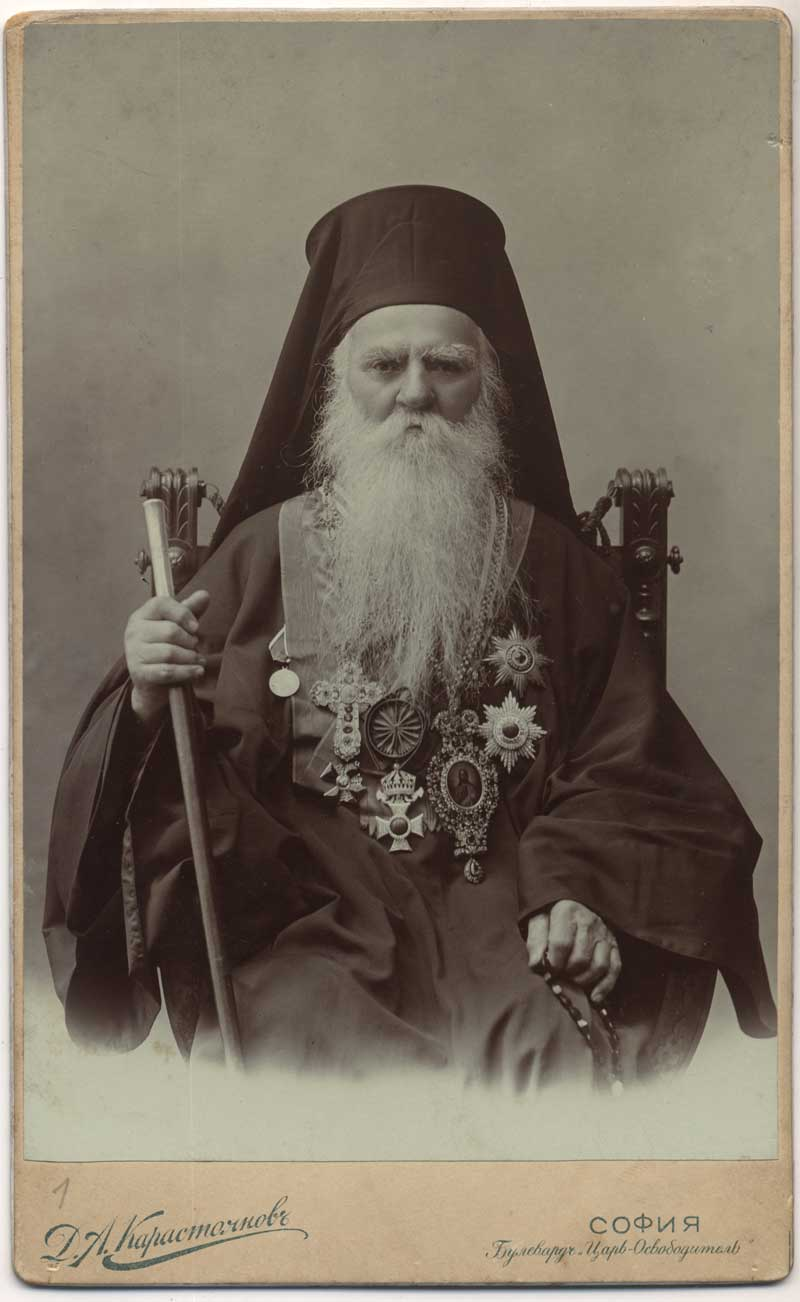
Metropolita Natanaele di Ohrid - organizzatore dell'insurrezione

Il Comitato Edinstvo nella città di Gorna Džumaja svolse un ruolo importante nell'organizzazione, fornitura e assistenza alla rivolta. Il Comitato era guidato da Kostantin Bosilkov, nato nella città di Koprivštica e che aveva lavorato per molti anni come insegnante nella regione della Macedonia. L'obiettivo principale della lotta armata, tuttavia, fu espresso più chiaramente nella lettera dei ribelli di Melnik dell'11 dicembre 1878, che inviarono al capo della polizia di Petrič: "... Abbiamo preso le armi e non le lasceremo finché non saremo uniti al Principato bulgaro..." Tale finalità era espressa anche nell'appello lanciato dagli insorti il 10 novembre 1878, che recitava: "... E così, fratelli, è giunto il momento di dimostrare ciò che siamo, che siamo un popolo degno di libertà, e che il sangue di Krum e di Simeone scorre ancora nelle nostre vene; è giunto il momento di dimostrare all'Europa che non è un compito facile quando un popolo vuole allontanare l'oscurità." Durante le operazioni militari nella regione di Kresna, scoppiò una rivolta l'8 novembre 1878 nella valle di Bansko-Razlog. Il distaccamento di volontari della Mesia, guidati da Banjo Marinov, un rivoluzionario e volontario della guerra russo-turca (1877-1878), svolse un ruolo importante in quella rivolta. Fu prontamente raggiunto da decine di insorti locali e, dopo un feroce scontro, riuscì a liberare la città di Bansko. Le battute d'arresto dell'autunno del 1878 portarono a una nuova organizzazione del corpo dirigente dell'insurrezione e all'adozione di nuove tattiche. Gli sforzi erano ora diretti alla creazione di un Comitato centrale che doveva assumere la guida della rivolta, nonché organizzare una rivolta all'interno della Macedonia nella primavera del 1879. Il distaccamento che attraversò la Macedonia nel maggio 1879 non poté svolgere il suo compito a causa della mancanza di un'organizzazione preliminare. Questi eventi segnarono la fine della rivolta di Kresna-Razlog.

## Significato e conseguenze

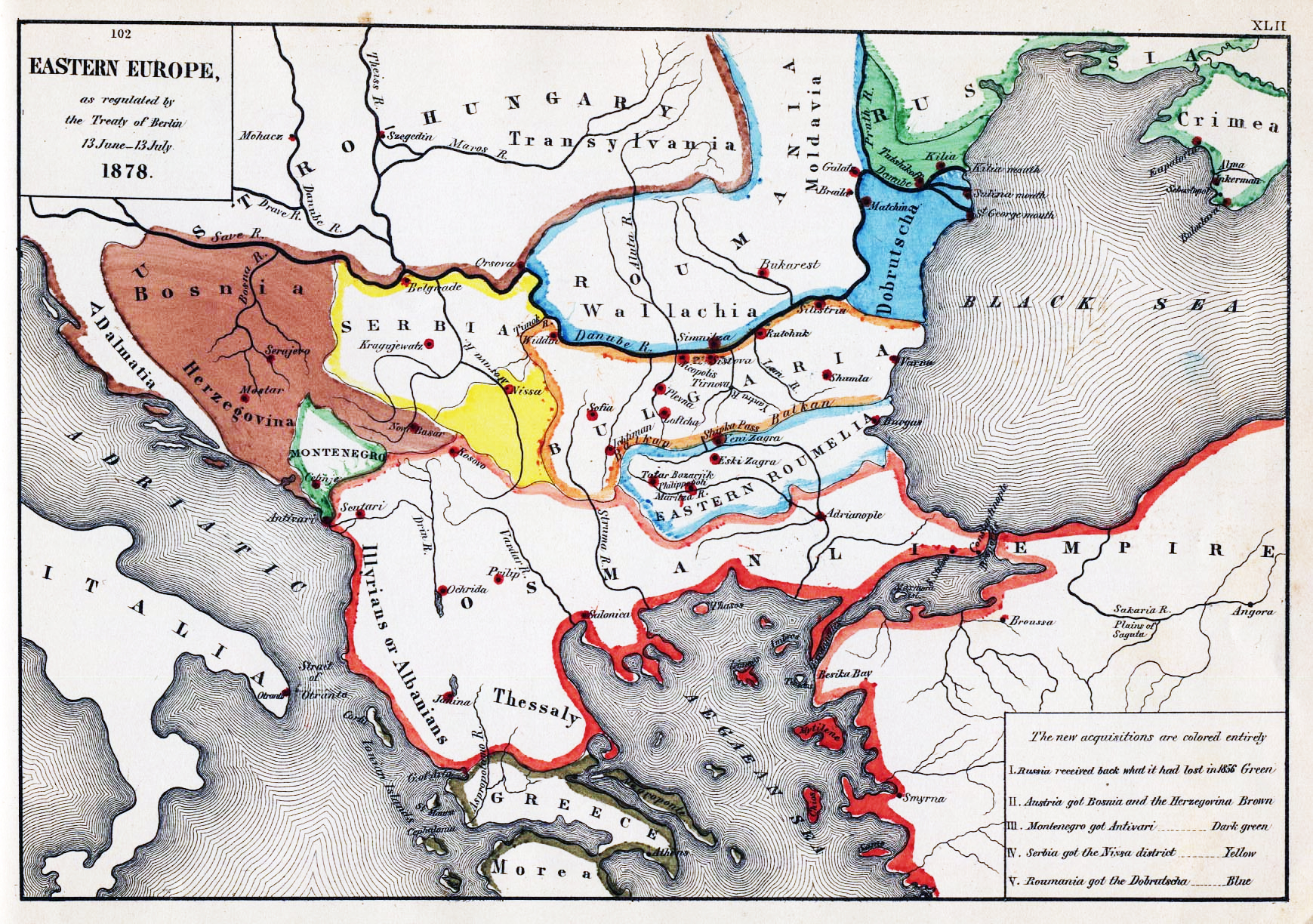
L'Europa sudorientale dopo il Congresso di Berlino

In questo modo la rivolta di Kresna-Razlog fu lasciata senza la sua attesa e più affidabile riserva: il sostegno militare, diplomatico e politico della Russia, oltre a essere contro gli interessi dell'Austria-Ungheria e della Gran Bretagna. La Russia era esausta sia finanziariamente sia militarmente, adottando un fermo corso di adesione alle decisioni del Congresso di Berlino in relazione alla Macedonia. Il suo obiettivo strategico era la conservazione del carattere bulgaro della Rumelia orientale, ma incontrava ancora un altro forte avversario: la macchina militare e politica dello Stato ottomano.

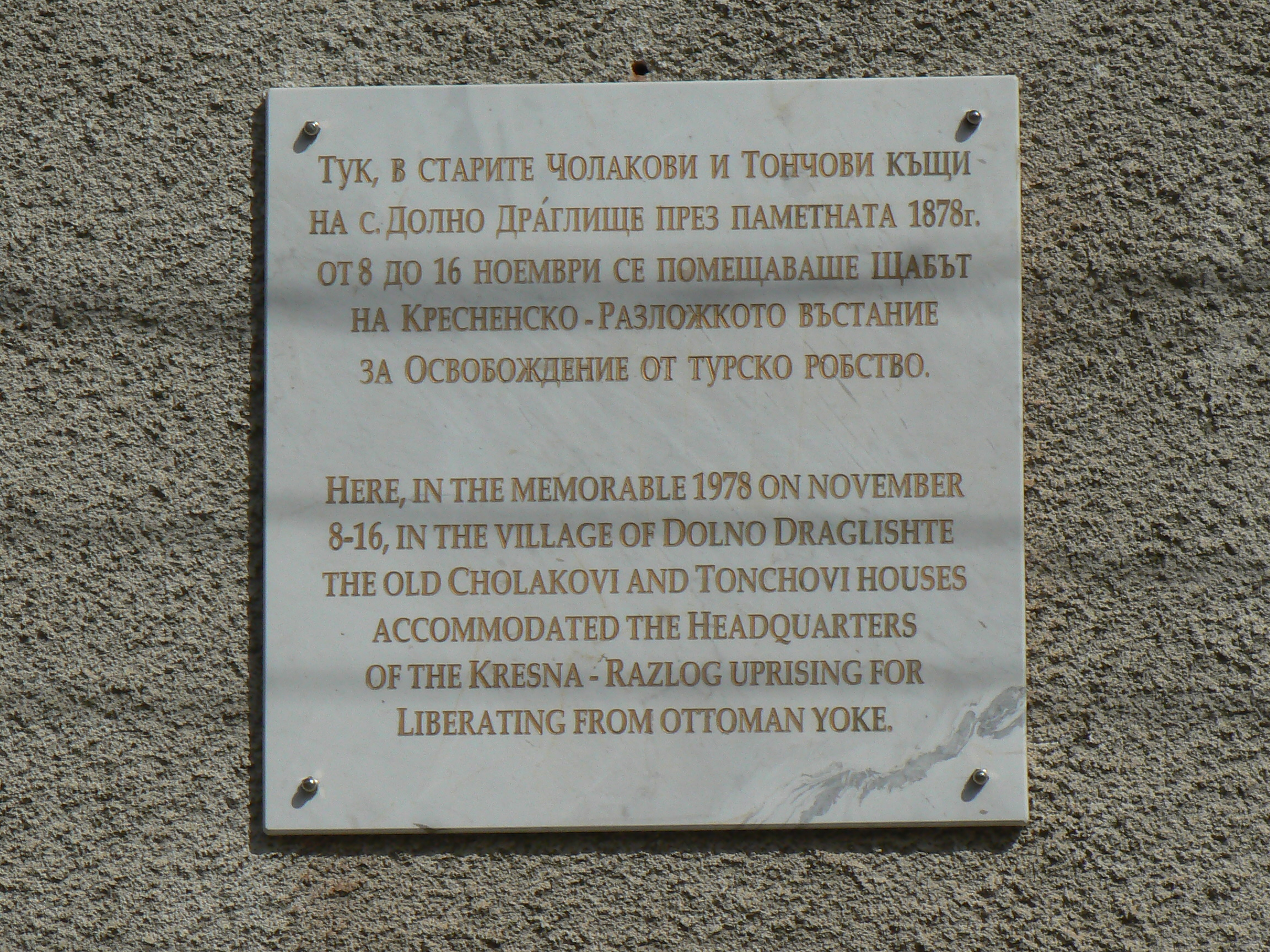
Targa commemorativa della rivolta di Kresna-Razlog nel villaggio di Dolno Draglište, Bulgaria

I rappresentanti dell'Amministrazione provvisoria russa nel Principato di Bulgaria, che simpatizzavano con la lotta, furono rimproverati dall'imperatore russo in persona. Queste furono le ragioni decisive del suo fallimento, parallelamente a ragioni di carattere interno e organizzativo. Tipico della rivolta fula partecipazione su larga scala dei volontari - bulgari di tutte le parti del paese. Alcuni dati a titolo illustrativo: 100 volontari di Sofia, 27 di Veliko Tărnovo, 65 di Pazardžik, 19 di Trojan, 31 di Pleven, 74 di Orhanie, 129 del distretto di Plovdiv, 17 di Provadia, 30 della Rumelia orientale e altri. Alla rivolta partecipò anche un gran numero di insorti e leader di diverse parti della Macedonia. Dopo la rivolta circa 30.000 profughi fuggirono in Bulgaria. Il fallimento della rivolta portò all'attenzione dei leader politici e strategici bulgari alla liberazione delle altre parti dei territori bulgari e ad altri principali obiettivi strategici: l'unificazione del Principato di Bulgaria e della Rumelia orientale, in seguito sotto il potere del Sultano, ma avendo comunque una grande autonomia. Macedonia e Tracia avrebbero aspettato.

## Controversia

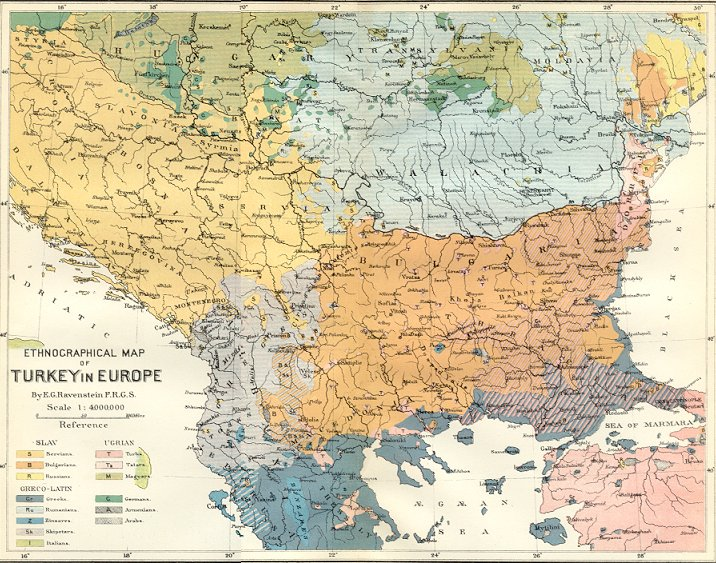
Composizione etnica dei Balcani nel 1870

Come la maggior parte degli eventi e degli sviluppi del XIX secolo nella regione della Macedonia, la questione delle affiliazioni nazionali ed etniche degli insorti è contestata nella Repubblica di Macedonia del Nord. La rivolta è considerata etnicamente macedone dagli storici della Macedonia del Nord che sostengono la loro percezione dell'esistenza in quel momento di un'etnia macedone con un unico documento: la proclamazione della rivolta di Kresna. In ogni caso questo documento è considerato un inganno dagli studiosi bulgari. I bulgari sottolineano la mancanza dell'originale conservato, l'uso di un linguaggio anacronistico e il suo contenuto in netta contraddizione con il resto degli altri documenti conservati. I bulgari hanno discusso sull'esistenza di un originale mantenuto chiamato Regole temporanee sull'organizzazione della progenie macedone preparato da Stefan Stambolov e Natanaele di Ohrid.
Gli storici macedoni sostengono anche che l'uso della parola "bulgaro" nella Macedonia ottomana non si riferisce all'etnia in quanto era sinonimo di "cristiano" o "contadino". Gli storici bulgari sostengono che il termine "macedone" non è mai stato usato in senso "etnico", ma in senso "regionale", simile al termine regionale "tracio" e sottolineano che non esistenza alcuna distinzione tra un "bulgaro macedone", "bulgaro " e "slavi" a quel tempo indicando la corrispondenza degli insorti della rivolta con i comitati bulgari "Edinstvo" - (Unità).